# Distrito electoral federal 7 de Puebla
El Distrito electoral federal 7 de Puebla es uno de los 16 en los que se divide el estado de Puebla, y uno de los 300 de México para la elección de diputados federales. Su cabecera es la ciudad de Tepeaca.
Esta integración fue definida por el Instituto Nacional Electoral en diciembre de 2022.

## Diputados por el distrito
- XLIX Legislatura
  - (1973 - 1976): Nefthalí López Páez
- L Legislatura
  - (1976 - 1979): Guadalupe López Bretón
- LI Legislatura
  - (1979 - 1982): Elizabeth Rodríguez Muñoz
- LII Legislatura
  - (1982 - 1985): Isabel Serdán Álvarez
- LIII Legislatura
  - (1985 - 1988): Melquiades Morales Flores
- LIV Legislatura
  - (1988 - 1991): Francisco Salas Hernández
- LV Legislatura
  - (1991 - 1994): Melquiades Morales Flores
- LVI Legislatura
  - (1994 - 1997): Marina Blanco Casco
- LVII Legislatura
  - (1997 - 2000): Cupertino Alejo Domínguez
- LVIII Legislatura
  - (2000 - 2003): Melitón Morales Sánchez
- LIX Legislatura
  - (2003 - 2006): Jesús Morales Flores
- LX Legislatura
  - (2006 - 2009): José Luis Contreras Coeto
- LXI Legislatura
  - (2009 - 2012): José Alberto González Morales
- LXII Legislatura
  - (2012 - 2015): Jesús Morales Flores
- LXIII Legislatura
  - (2015 - 2018): Alejandro Armenta Mier
- LXIV Legislatura
  - (2018 - 2021): Edgar Guzmán Valdez
- LXV Legislatura
  - (2021 - 2024) Raymundo Atanacio Luna